# Bulgarisch-katholische Kirche
Die bulgarisch-katholische Kirche ist eine mit der römisch-katholischen Kirche unierte Glaubensgemeinschaft, die den Papst als ihr geistliches Oberhaupt anerkennt.
Aufgrund der Schwierigkeiten bei der Errichtung einer vom griechisch geprägten ökumenischen Patriarchat von Konstantinopel unabhängigen bulgarischen Kirchenhierarchie innerhalb des osmanischen Reiches kam es im 19. Jahrhundert zu einer Union eines Teils der bulgarischen Orthodoxie mit Rom. Dazu reiste eine Delegation nach Rom, wo Papst Pius IX. den Führer der 60.000 bulgarischen Katholiken des byzantinischen Ritus, Josif Sokolski, am 8. April 1861 zum Bischof weihte und mit dem Titel eines Apostolischen Vikars versah, sein Bischofssitz war in Konstantinopel.
Unmittelbar nach seiner Rückkehr nach Konstantinopel im Juni 1861 verschwand der neue Bischof unter mysteriösen Umständen und verbrachte die restlichen 18 Jahre seines Lebens im Kiewer Höhlenkloster. Schon bald begannen die Bemühungen um die Rückgewinnung in das orthodoxe Lager, was dann auch überwiegend gelang, als 1870 die Wiederherstellung einer unabhängigen bulgarischen orthodoxen Hierarchie zustande kam. Die meisten Gläubigen der bulgarisch-katholischen Kirche kehrten zu dieser bulgarischen orthodoxen Kirche zurück. In der Union verblieben vor allem die Gebiete Thrakiens und Makedoniens, für die 1883 je ein eigenständiges Apostolisches Vikariat in Thessaloniki (Makedonien) und Adrianopel (Thrakien) errichtet wurde. In Konstantinopel blieb ein Apostolischer Vikar mit dem Titel eines Erzbischofs.
Den Balkankrieg von 1912 bis 1913 überlebten nur wenige Gläubige der Kirche, die sich nun auch in das neue Königreich Bulgarien retteten. 1926 kam es dann zu einer Neuorganisation der bulgarisch-katholischen Kirche. Die beiden Vikariate von Thessaloniki und Adrianopel wurden aufgehoben und durch ein neues Apostolisches Exarchat in Sofia ersetzt.
In der Zeit des Kommunismus war die bulgarisch-katholische Kirche zahlreichen Verfolgungen ausgesetzt. Der Exarch kam 1951 auf mysteriöse Weise ums Leben, und viele Priester wurden inhaftiert.
Heute zählt die Kirche, die lediglich ein Exarchat in Sofia besitzt, rund 10.000 Gläubige und feiert ihre Liturgie in Kirchenslawisch. Seit 2002 ist der Exarch von Sofia Mitglied der bulgarischen Bischofskonferenz.
Am 11. Oktober 2019 wurde das Apostolische Exarchat Sofia zur Eparchie erhoben und in Eparchie Hl. Johannes XXIII. in Sofia umbenannt.

## Ordinarien der Bulgarisch-katholischen Kirche

### Apostolisches Vikariat Konstantinopel, Kirchenleitung 1861–1926
- Josif Sokolski (1861)
- Petur Arabazhinski (1862–1863)
- Raphail Popow (1865–1875)
- Nil Isworow (1883–1896)

### Apostolisches Vikariat für Makedonien, Thessaloniki, 1883–1926
- Lasar Mladenow (1883–1894)

### Apostolisches Vikariat für Thrakien, Adrianopel,  1883–1926
- Michail Petkow (1883–1921)

### Apostolisches Exarchat Sofia, 1926–2019
- Kyrill Kurtew (1926–1942)
- Iwan Dimitrow Garufalow CR (1942–1951)
- Kyrill Kurtew (1951–1971)
- Metodi Stratiew AA (1971–1995)
- Christo Projkow (1995–11. Oktober 2019)

### Eparchie Hl. Johannes XXIII. in Sofia, errichtet 2019
- Christo Projkow (11. Oktober 2019–8. April 2024)
- Petko Walow (seit 8. April 2024)